# قيمة الإرث
قيمة الإرث (بالإنجليزية: Bequest value)، في علم الاقتصاد، هي قيمة الرضا والاستعداد للحفاظ على البيئة الطبيعية أو البيئة التاريخية، أو التراث الطبيعي أو التراث الثقافي لصالح الأجيال القادمة.
يُستخدم غالبًا عند تقدير قيمة خدمة أو سلعة بيئية. جنبًا إلى جنب مع قيمة الوجود، فإنه يشكل قيمة عدم استخدام مثل هذه الخدمة البيئية أو السلعة.